# Franco Balmamion
Franco Balmamion, född den 11 januari 1940 i Nole, är en italiensk tidigare landsvägscyklist som var professionell från 1961 till 1972 och vars främsta merit är totalsegrarna i Giro d'Italia 1962 och 1963. Härtill kan läggas segrar i Züri Metzgete (1963), Milano–Torino (1962) och Giro di Toscana (1967). Då det sistnämnda loppet även fungerade som italienskt mästerskap samma år, tog han även denna titel 1967 och samma år tog han även andraplatsen totalt i Giro d'Italia och den totala tredjeplatsen i Tour de France. Anmärkningsvärt är även att han trots två totalsegrar, en andraplats, en tredjeplats och totalt sexton starter (varav 13 fullföljdes) i Grand Tours inte tog en enda etappseger – fem andraplatser, varav fyra i Girot och en i Touren, blev det till (på ungefär 280 målgångar).

## Meriter
| 1961 3:a i Giro dell'Emilia 7:a i Giro del Veneto 8:a i Giro del Ticino 1962 Vinnare totalt av Giro d'Italia Vinnare av Milano–Torino Vinnare av Giro dell'Appennino 2:a totalt i Tour de Suisse 3:a i Tre Valli Varesine 8:a (delad) i slutställningen av Super Prestige Pernod 1963 Vinnare totalt av Giro d'Italia Vinnare av Züri Metzgete 3:a i Giro del Veneto 6:a i Giro dell'Emilia 6:a i Giro dell'Appennino 7:a i Milano–Sanremo 9:a i Tre Valli Varesine 10:a i Milano–Vignola 1964 2:a totalt i Tour de Suisse 3:a i Giro dell'Appennino 6:a i GP Lugano (ITT) 6:a i Coppa Sabatini 6:a i Giro di Romagna 7:a totalt i Tour de Romandie 8:a totalt i Giro d'Italia 10:a i Coppa Agostoni 1965 3:a i Giro del Lazio 3:a i Milano–Sanremo 3:a i Genua–Nice 5:a totalt i Giro d'Italia 7:a i Tre Valli Varesine 8:a linjelopp vid Världsmästerskapen | 1966 4:a totalt i Tour de Suisse 4:a i Giro del Ticino 6:a totalt i Giro d'Italia 6:a i Giro di Campania 8:a totalt i Tirreno–Adriatico 8:a i Milano–Sanremo 8:a i Giro di Toscana 8:a i Coppa Sabatini 1967 Vinnare Giro di Toscana och Italienska mästerskapen Vinnare totalt av Cronostaffetta (med Rudi Altig och Gianni Motta) Vinnare av etapp 1c (ITT) 2:a totalt i Giro d'Italia 2:a i Giro di Romagna 3:a totalt i Tour de France 4:a i Coppa Bernocchi 4:a i GP Forli (ITT) 5:a (delad) i slutställningen av Super Prestige Pernod 6:a i Giro dell'Appennino 8:a totalt i Tour de Romandie 8:a i A Travers Lausanne (ITT) 8:a i GP Lugano (ITT) 8:a totalt i Escalada a Montjuïc 9:a i Tre Valli Varesine 1968 Vinnare totalt av Cronostaffetta (med Edy Schütz och Gianni Motta) Vinnare av etapp 1c (ITT) 5:a linjelopp vid Italienska mästerskapen 6:a i Sassari–Cagliari 7:a totalt i Giro d'Italia 9:a i GP Lugano (ITT) 1969 3:a i Giro del Piemonte 6:a i GP Forli (ITT) 1971 8:a i Coppa Agostoni |

### Placeringar i Grand Tours
| Grand Tour     | 1961 | 1962 | 1963 | 1964 | 1965 | 1966 | 1967 | 1968 | 1969 | 1970 | 1971 | 1972 | Etapper |
| -------------- | ---- | ---- | ---- | ---- | ---- | ---- | ---- | ---- | ---- | ---- | ---- | ---- | ------- |
| Giro d'Italia  | 20   | 1    | 1    | 8    | 5    | 6    | 2    | 7    | —    | 12   | DNF  | 38   | 0       |
| Tour de France | —    | —    | DNF  | —    | —    | —    | 3    | —    | 39   | 12   | DNF  | —    | 0       |

DNF = Fullföljde ej